# Cantonul Ax-les-Thermes
Cantonul Ax-les-Thermes este un canton din arondismentul Foix, departamentul Ariège, regiunea Midi-Pyrénées, Franța.

## Comune
- Ascou
- Ax-les-Thermes (reședință)
- L'Hospitalet-près-l'Andorre
- Ignaux
- Mérens-les-Vals
- Montaillou
- Orgeix
- Orlu
- Perles-et-Castelet
- Prades
- Savignac-les-Ormeaux
- Sorgeat
- Tignac
- Vaychis